# Коженкова, Алла Владимировна
А́лла Влади́мировна Коженко́ва (род. 6 июля 1940) — советский и российский художник, театральный сценограф

.

## Биография
Родилась в Ленинграде.
В 1962 году окончила факультет живописи Московского художественного училища памяти 1905 года, в 1966 году — ЛГИТМиК (курс Н. П. Акимова и Т. Г. Бруни).
Алла Коженкова входит в число лидеров постмодернистской сценографии в отечественном театре. Окончила Ленинградский государственный институт театра, музыки и кинематографии (ЛГИТМик), курс выдающегося художника и режиссера профессора Николая Павловича Акимова и замечательного театрального художника профессора Татьяны Георгиевны Бруни по специальности «художник-постановщик». Свои первые спектакли сделала еще в институте с режиссерами Камой Гинкасом и Генриеттой Яновской, балетмейстером Николаем Боярчиковым.
Как художник-постановщик Коженкова создала боnee 300 драматических, оперных и балетных спектаклей. Она работала в ведущих театрах в России и за рубежом, на таких прославленных сценах, как Мариинка, БДТ, Михайловский театр, МХТ им. Чехова, Вахтанговский, театры  им. Маяковского, им. Моссовета, Ленком, «Современник», Таганка, «Шанз Элизе» в Париже, оперные театры Токио и Сеула, Метрополитен Опера. Сценография Коженковой завоевала публику и получила высокую оценку критики в Европе, Америке, Японии и даже Южной Африке.
Практически все спектакли Аллы Коженковой - Долгожители, они годами держатся в репертуаре, сохраняя актуальность. Так, свое 20-летие уже отметили «Обручение в монастыре» в Мариинском театре, «Служанки» Романа Виктюка, вслед за которыми в сотрудничeствe c Koжeнковой была создана и другая его театральная сенсация «M. Баттерфляй». «Амадею» в МХТ им. Чехова исполнилось 30, а премьера оперы Моцарта «Директор театра» в Камерном музыкальном театре в редакции Бориса Покровского состоялась в декабре 1975 года и спустя 40 лет она по-прежнему на афише. Опера С. Прокофьева «Обручение в монастыре», созданная дирижером Валерием Гергиевым с режиссером Владиславом Пази и художником Аллой Коженковой, признана одной из лучших постановок этого произведения, а необычная раковина, раскрывающаяся на сцене, - выдающимся постановочным решением.
Ей посчастливилось встретиться и оформлять спектакли с такими легендами театра, как Юрий Завадский и Ростислав Плятт, Галина Вишневская и Борис Покровский. В её костюмах танцевала Майя Плисецкая, пели Анна Нетребко и Василий Герелло. С успехом играли в них Людмила Гурченко, Игорь Дмитриев, Людмила Касаткина, Алла Демидова, Василий Лановой, Виктория Исакова, Максим Суханов, Сергей Безруков, Лия Ахеджакова, Евгения Добровольская, Сергей Маковецкий, Евгения Симонова, Олег Табаков, Дмитрий Певцов и Маргарита Терехова.
Балеты «Ромео и Джульетта», «Лебединое озеро», «Кармен-сюита», «Царь Борис». Драматические спектакли «Посвящение Еве», «Сирано де Бержерак», «Лир» в театре Вахтангова. «Мир дому твоему» с Аркадием Райкиным, «Синее чудовище» и «Шантеклер» в «Сатириконе». «Мелкий бес», «Федра», «Стена», «Служанки» с Романом Виктюком.
Много классических опер сделано с Иваном Поповски. Плодотворная творческая дружба связывает Аллу Коженкову с режиссёрами Марком Розовским, Владимиром Мирзоевым, Александром Галибиным, Александром Бурдонским, Константином Райкиным.
Сложнейшим в техническом отношении стало уникальное художественно-постановочное решение спектакля, сделанного с режиссером Владиславом Пази в драма Утическом театре им. В. Комиссаржевской, - «Самоубийство влюбленных на острове Небесных сетей» М. Тикамацу. Эта работа Аллы Коженковой была отмечена престижной театральной премией. Спектакль завораживал не только особым колоритом, актеры здесь летали над зрительным залом, что, пожалуй, в театральном пространстве происходило впервые.
Широта профессионального диапазона Аллы Коженковой отразилась в жанровом и стилевом разнообразии ее художественно-постановочных решений. Она одинаково свободно чувствует себя в классике, модерне и рок-опере (среди ее работ «Орфей и Эвридика» и «Иисус Христос — супер-звезда»). Ей подвластны различные стили: от метафорического языка притчи до экзотических форм восточного театра. Она легко вживается   идеи и замыслы режиссеров, обогащая их своими находками, блестяще осваивает театральное пространство и знает секреты отлично пошитого костюма разных стран и времен, которые помогают актеру быть достоверным, убедительным и очаровывают зрителя.
При этом Алла Коженкова всегда сохраняет свой неповторимый почерк. Она сочетает безукоризненную точность и тщательность в исторических деталях с фейерверком фантазии и изяществом интерпретаций, легко воссоздает фактуру любой эпохи и использует самые современные технологии и материалы. Она умеет напитать сценографию театральными эффектами, удивительными красками и светом, живой творческой энергией, из которой рождается запоминающийся зрительный образ спектакля.
Лауреат премий «Золотой софит», «Хрустальная Турандот», «Чайка», «Триумф». Член Московского Английского клуба.
Работы Коженковой находятся в собраниях Московского театрального музея имени А. Бахрушина, Санкт-Петербургского театрального музея, Музея музыкальной культуры имени М. И. Глинки, а также в частных коллекциях Японии, Италии, США. Персональная выставка «Неопознанные объекты» состоялась в Театральном музее имени А. Бахрушина в 2015 году.
Член Английского клуба со дня его основания и член его попечительского совета

## Признание и награды
- премия «Золотой софит» (1995)[2]
- премия «Хрустальная Турандот» — за лучшую сценографию театрального сезона 2006—2007[2]
- Лауреатка творческого конкурса «Итоги сезона 2012/2013» в номинации сценография[источник не указан 1022 дня]
- «Лучший художник по костюмам сезона 2000—2001»[источник не указан 1022 дня]
- серебряный орден «Общественное признание»[источник не указан 1022 дня]
- премии «Триумф» (Париж, 1991)[источник не указан 1022 дня]
- премия «Чайка» (2001)
- лауреат театральной премии газеты «Московский Комсомолец»
- Государственная премия Узбекской ССР имени Хамзы (1989)[4]